# Sierra Vista Southeast
Sierra Vista Southeast és una concentració de població designada pel cens dels Estats Units a l'estat d'Arizona. Segons el cens del 2000 tenia 37.775 habitants.

## Demografia
Segons el cens del 2000, Sierra Vista Southeast tenia 37.775 habitants, 14.196 habitatges, i 4.162 famílies La densitat de població era de 49,3 habitants/km².
Dels 14.196 habitatges en un 33,1% hi vivien nens de menys de 18 anys, en un 65,4% hi vivien parelles casades, en un 8,1% dones solteres, i en un 22,8% no eren unitats familiars. En el 18,3% dels habitatges hi vivien persones soles el 6,6% de les quals corresponia a persones de 65 anys o més que vivien soles. El nombre mitjà de persones vivint en cada habitatge era de 2,65 i el nombre mitjà de persones que vivien en cada família era de 3,01.
Per edats la població es repartia de la següent manera: un 27% tenia menys de 18 anys, un 5,6% entre 18 i 24, un 24,9% entre 25 i 44, un 29,4% de 45 a 60 i un 13,1% 65 anys o més.
L'edat mediana era de 41 anys. Per cada 100 dones de 18 o més anys hi havia 94,7 homes.
La renda mediana per habitatge era de 46.170 $ i la renda mediana per família de 51.858 $. Els homes tenien una renda mediana de 38.346 $ mentre que les dones 26.115 $. La renda per capita de la població era de 20.702 $. Aproximadament el 5,4% de les famílies i el 7,3% de la població estaven per davall del llindar de pobresa.

## Poblacions més a prop
El següent diagrama mostra les poblacions més a prop.